# Azadamard
Azadamard (Ազատամարտ) è stato un quotidiano politico-sociale armeno a Costantinopoli.  Fu uno degli organi di stampa del partito 'Dashnaktsutiun' o Federazione Rivoluzionaria Armena.
La sua pubblicazione ebbe due fasi: 1909-1914 e 1918-1921.
Direttori furono Rupen Zartarian, Kegham Parseghian. La prima stagione cessò le pubblicazioni nel 1914, con l'approssimarsi del Genocidio Armeno. Fu ripreso dopo nel 1918 e cambiò il nome in "Ardaramart" poi in "Ariamart" . Il primo numero fu pubblicato il 10 giugno 1909. 
Tra i principali collaboratori ricordiamo: Avedis Aharonian, Yeghishe Topchyan, Garegin Barsamian, Yonan Tavtian, Liparit Nazariants, John Iwsufian, Mikayel Varandian, Leo, Hovhannes Tumanjan.
Nel secondo periodo la "Azatamart" ha pubblicò molti materiali sul Genocidio degli Armeni, coprendo gli avvenimenti del 1920-1921 in Cilicia e occupandosi della situazione dei profughi armeni in Grecia e Medio Oriente.

## Riviste coeve in lingua armena
A Costantinopoli furono pubblicate:
- «Արևելք» Arevelk (Oriente)
- «Ազատամարտ» (Azadamard) (Combattenti della Libertà)
- «Բագին» (Bagin) appendice letteraria della rivista socio-politica
- «Բիւզանդիոն» Biwzandyon (Bisanzio)
- «Մասիս» Masis
- «Շանթ» Chant di Meroujan Barsamian
- «Մեհեան» Mehyan
- «La Patrie» in lingua francese diretta da Jean Minassian
- «Manzume i efkar»
- «Վան-Տոսպ» Van Dosp

A Smirne furono pubblicate:
- «Արևելեան մամուլ» Arevelean mamul (Stampa Orientale),
- «Հայ գրականութիվն» Hay grakanutivn (Letteratura Armena),

a Mosca:
- «Գարուն» Garun (La Primavera)

a Bucarest:
- «շեփոր» Shepor (La Tromba)

a Boston:
- «Հայրենիք» Hayrenik (La Patria)
- «Փիւնիկ» Piunik (La Fenice)